# پتر دفزیو
پتر دفزیو (به انگلیسی: Peter DeFazio) زاده ۲۷ مه ۱۹۴۷ نمایندهٔ حوزه انتخابیه چهارم اورگن از حزب دموکرات ایالات متحده آمریکا در مجلس نمایندگان ایالات متحده آمریکا است که برای نخستین‌بار در ۳ ژانویه ۱۹۸۷ میلادی به‌عضویت این مجلس درآمد.